# Метростанция „Искърско шосе“
Метростанция „Искърско шосе“ е станция от линия М4 на Софийското метро, въведена в експлоатация на 2 април 2015 г.

## Местоположение
Метростанция „Искърско шосе“ започва от кръстовището на бул. „Искърско шосе“ с бул. „Кръстю Пастухов“ и завършва до ж.п. линията София – Пловдив. Тя има два вестибюла и 6 вход/изхода.
| № | Име на вход/изход         | Достъпност          |
| - | ------------------------- | ------------------- |
| 1 | ж.п. спирка Искърско шосе | ескалатор, асансьор |
| 2 | НПЗ Искър                 |                     |
| 3 | Медицинска техника ЕАД    | асансьор            |
| 4 | бул. Кръстю Пастухов      |                     |
| 5 | ж.к. Дружба               | асансьор            |
| 6 | бул. Искърско шосе        | асансьор            |

## Архитектурно оформление
Общата дължина на метростанцията е 144 m, а тунелният участък е с дължина 1825 м. Заедно с метростанцията са изградени и подлези, осигуряващи безопасното пресичане на кръстовището и подход към южния вестибюл. В северна посока тя е свързана с пешеходен подлез с дължина 90 m, който минава под ж.п. линиите и свързва станцията с промишлена зона „Гара Искър“. Подлезът и вход/изходът към новата спирка на ж.п. линията са оборудвани с асансьор и ескалатори за качване и слизане.
В архитектурното решение на вестибюлите е търсено максимално обединяване на пространствата и създаване на естетическа подземна градска среда с изчистена функция и с добра комуникация. Архитектурната концепция е облицовки и тавани с виолетов и бежов цвят, а подът е от усилен гранитогрес.
Архитект: Константин Косев

## Връзка с националната железопътна мрежа
Станцията е първата станция с интермодална връзка с националната железопътна мрежа. На прилежащата ѝ ж.п. спирка спират всички категории пътнически влакове по направленията София – Карлово – Бургас, София – Пловдив – Бургас, София – Димитровград – Свиленград, както и влаковете София – Варна, преминаващи през южна България. Спирката е с два коловоза и един перон, на който е обособена топла чакалня. В подлеза, водещ към спирката, е разположена каса на БДЖ.

## Връзки с градския транспорт

### Автобусни линии
Метростанция „Искърско шосе“ се обслужва от 4 автобусни линии от дневния градски транспорт:
- Автобусни линии от дневния транспорт: 10, 14, 88, 604

### Трамвайни линии
Метростанция „Искърско шосе“ се обслужва от 2 трамвайни линии:
- Трамвайни линии: 20, 23